# Teofagia
Teofagia es una palabra que proviene del griego, mezcla de "θεός (theós - dios)" y "φαγεῖν (phagein - comer)". En los rituales de fertilidad, el grano cosechado en sí puede ser el dios renacido de la vegetación[cita requerida]. Esta práctica tiene su origen en ciertas religiones antiguas: Dioniso y muchos ejemplos están documentados en La rama dorada de Sir James George Frazer (1854-1941). 